# گوینوک
گوینوک (به ترکی استانبولی: Göynük) شهری است در کشور ترکیه که در استان بورسا واقع شده‌است. جمعیت این شهر بر اساس سرشماری سال ۲۰۰۸ میلادی ۶٬۴۰۱ نفر و بر اساس برآوردهای سال ۲۰۰۹ میلادی ۷٬۱۳۶ نفر می‌باشد.